# Dánia-szoros
A Dánia-szoros vagy Grönlandi-szoros (dánul Danmarksstrædet, izlandiul Grænlandssund) egy 480 km hosszú és a legszűkebb részén 289 km széles óceáni szoros Grönland és Izland között. Tőle keletre fekszik a norvég Jan Mayen-sziget. 

## Természetföldrajzi helyzete
Az Északi-sarki-óceán részének tekintett Grönlandi-tengert köti össze  az Atlanti-óceánhoz tartozó Irminger-tengerrel. A Jeges-tenger és vele a szoros meglehetősen sekély; az Irminger-tenger jóval mélyebb. Ezért a szoros déli végén egy kb. 3500 m magas és igen meredek tereplépcső alakult ki.

## Szerepe a globális áramlási rendszerekben
A Broecker-féle globális óceáni szállítószalag (Global Ocean Conveyor Belt) részeként kialakult, mélytengeri Kelet-grönlandi áramlás ebben a szorosban halad dél felé Grönland partjai mellett. A víz egy része északról, a Jeges-tengerből érkezik, más része az Észak-atlanti vízsüllyedés eredményeként Izlandtól északra bukik a mélybe. E két víztömeg együttes hozama mintegy 5 000 000 m3/s; az Észak-atlanti vízsüllyedés változó intenzitása miatt erősen ingadozó.
A szoros végéhez érve az áramlat a tereplépcsőn a mélybe bukik; egyesek ezt nevezik a világ legnagyobb vízesésének (Denmark Strait cataract).

## A történelemben
A második világháborúban, 1941. május 24-én ebben a szorosban süllyesztette el a német Bismarck csatahajó a brit HMS Hood csatacirkálót.